# Ford Cougar
O Cougar é um coupé de porte médio da Ford.